# Lars Ostwaldt
Lars Ostwaldt (* 30. November 1973 in Georgsmarienhütte) ist ein deutscher Jurist. Er ist seit 2025 Richter am Bundesgerichtshof.

## Leben und Wirken
Ostwaldt trat nach Abschluss seiner juristischen Ausbildung und langjähriger Tätigkeit als wissenschaftlicher Mitarbeiter an den Universitäten Münster und Heidelberg 2007 in den niedersächsischen Justizdienst ein, wo er zunächst bei der Staatsanwaltschaft Osnabrück eingesetzt wurde. Von der Universität Heidelberg wurde er 2009 mit der rechtshistorischen Schrift Aequitas und Justitia: Ihre Ikonographie in Antike und früher Neuzeit zum Dr. iur. promoviert. Später folgten Stationen beim Landgericht Oldenburg, den Amtsgerichten Bersenbrück und Nordhorn und dem Landgericht Osnabrück. In Osnabrück wurde er im März 2011 zum Richter am Landgericht auf Lebenszeit ernannt. Von April 2013 bis November 2016 war Ostwaldt an das Niedersächsische Justizministerium abgeordnet, wo er im November 2016 zum Ministerialrat ernannt wurde. Ende Februar 2018 wurde er zum Richter am Oberlandesgericht ernannt und dem Oberlandesgericht Oldenburg zugewiesen. Unterbrochen wurde seine Tätigkeit dort durch eine Abordnung als wissenschaftlicher Mitarbeiter an den Bundesgerichtshof von Januar 2021 bis Dezember 2023. Nach seiner Rückkehr nach Oldenburg war Mitglied in einem Zivilsenat und einem Senat für Familiensachen sowie einem Strafsenat.
Im März 2024 wurde Ostwaldt vom Bundesrichterwahlausschuss zum Richter am Bundesgerichtshof gewählt. Er trat sein Amt am 2. Januar 2025 und wurde vom Präsidium zunächst dem vornehmlich für das Amts-, Staats- und Notarhaftungsrecht und das Recht der öffentlich-rechtlichen Entschädigung zuständigen III. Zivilsenat und dem VIa. Zivilsenat zugewiesen.